# Grainville-Ymauville
Grainville-Ymauville is een gemeente in het Franse departement Seine-Maritime (regio Normandië) en telt 397 inwoners (2004). De plaats maakt deel uit van het arrondissement Le Havre.

## Geografie
De oppervlakte van Grainville-Ymauville bedraagt 6,3 km², de bevolkingsdichtheid is 63,0 inwoners per km².
De onderstaande kaart toont de ligging van Grainville-Ymauville met de belangrijkste infrastructuur en aangrenzende gemeenten.

## Demografie
Onderstaande figuur toont het verloop van het inwonertal (bron: INSEE-tellingen).

## Geboren
- Nicole Fontaine (1942-2018), politica en Europarlementariër